# Le Jardin (nouvelle)
Pour les articles homonymes, voir Jardin (homonymie).
Le Jardin (l giardino) est une nouvelle fantastique de Dino Buzzati, incluse dans le recueil Le K paru en 1966. Elle est la dernière du cycle de neuf nouvelles inauguré par Voyage aux enfers du siècle.

## Résumé
Madame Belzébuth vit dans une grande ville où se trouve un jardin possédé par une vieille dame. La ville n'est pas éclairée, alors que le jardin resplendit sous une lumière étincelante. Sa maison de deux étages borde un côté du jardin ; de l'autre côté se trouve une maisonnette où habite une petite fille. 
Un jour, un entrepreneur insiste pour construire un parc d'autobus à la place du jardin. Il parvient à obtenir une partie du jardin pour l'urbaniser, mais c'est l'endroit où un lapin a construit son terrier. L'animal a juste le temps de sortir et la petite fille le sauve.
Deux mois plus tard, le professeur s'insurge en protestant contre le massacre du dernier oasis de verdure, mais le mur d'enceinte se rapproche toujours de la maison. Le jardin est désormais réduit à quelques arbres, mais la fillette y gambade toujours. La vieille femme finit cependant par vendre sa maison. Madame Belzébuth et ses adjoints se réjouissent : c'est une journée magnifique, le jardin n'existe plus. La fillette pleure, le lapin est mort sur ses genoux. 
Le narrateur se demande alors si l'enfer se trouve vraiment de l'autre côté où s'il n'est pas déjà dans notre monde, si l'enfer qu'il a visité est si différent ou s'il n'est pas simplement le destin des hommes.

## Personnages
- Mme Belzébuth : dirige les enfers.
- Le Professeur Minsinka : fait partie de la protection contre le massacre du jardin.
- Renard : homme qui convainc la vieille dame de vendre son jardin.
- La vieille dame : la femme qui possède le jardin.
- La petite fille : vit à côté du jardin et joue avec un petit lapin (qui meurt à la fin de l'histoire).
- Le lapin : vit en dessous d'un arbre du jardin de la veille dame.
- Un homme de 40 ans : expose des projets à la vieille dame pour vendre son jardin et construire des bâtiments à la place.
- Conseil municipal : accorde l'expropriation du jardin de la vieille dame aux entrepreneurs.